# なっちゃん
なっちゃん（natchan!）は、日本の飲料メーカー、サントリーフーズが1998年3月より製造・発売、サントリー食品インターナショナルが販売している果汁入り清涼飲料水、および果汁100%濃縮還元飲料。または、なっちゃんのコマーシャルに出演した女優の役名をなっちゃんと呼ぶ。

## 歴史
それまで発売していたサントリーエードの後継ブランドである。この頃は、コカコーラが「Qoo」、キリンビバレッジが「きりり」を発売するなど、果汁入り飲料に大きな動きが見られた。本製品は、1998年3月に「なっちゃんオレンジ」として発売された。その後、「なっちゃんアップル」といった様々な派生製品が登場した。また、2000年には、なっちゃんのギフトセットが登場し、ギフト限定品として「なっちゃん白ぶどう」が登場した。
発売10周年を迎えた2008年1月29日には、「なっちゃんオレンジ」の改良に加え、新たに「なっちゃん」ブランド初の乳性飲料「白いなっちゃん」を追加した。2010年11月には、雪印メグミルク（旧・日本ミルクコミュニティ）と販売契約を締結し、同社を通じて250ml紙パックを発売することになった。それから約1年後の2012年2月には雪印メグミルクを通じて紙パック入りゼリー飲料「なっちゃん ちゅるフル オレンジ&マンゴー」が発売された。以降も、「なっちゃん！フルコレ」シリーズ など、様々な商品を展開した。
2016年6月に発売された冷凍兼用「なっちゃん ひんやりパイン」は、保冷剤代わりに使えるなどの好評を得たことから、2017年には定番3種（オレンジ・りんご・ぶどう）にも冷凍兼用ペットボトルが広がった。

## パッケージデザイン
パッケージのデザインはサントリーが1990年に発売したホット飲料「あったまるこ」を手掛けた加藤芳夫が担当しており、いずれの製品もパッケージを顔に見立てる構成が共通している。発売当初は「なっちゃん!」と表記された吹き出し型のロゴを採用していたが、2003年からは用いられなくなっている。吹き出し型のロゴを使わなくなった現在でも、その名残でロゴに「!」を付ける場合が多い。
一方、期間限定で通常とは異なるデザインをあしらったラベルの製品が発売されることもあった。たとえば、1999年11月には2000年のカウントダウンの盛り上がりに合わせ、「なっちゃんオレンジ」と「なっちゃんアップル」の1.5LPETにて「HAPPY 2000」デザインラベル製品が期間限定で発売された。
また、2021年9月28日 には「なっちゃんオレンジ」と「なっちゃんりんご」の430mlペットボトルに「鬼滅の刃デザインボトル」を設定し数量限定で発売された「鬼滅の刃」のアニメ版の制作を担当しているufotableによる書き下ろしイラストを採用し、オレンジは竈門炭治郎と竈門禰豆子、りんごは胡蝶しのぶと栗花落カナヲの各2種ずつが設定される。
2023年2月21日には「なっちゃんオレンジ」と「なっちゃんりんご」の430mlペットボトルと「なっちゃんフルーツオレ」に「ちいかわデザインボトル」を設定し数量限定で発売。

## 受容
本製品は、同じ年に発売された「オー・プラス」（アサヒ飲料）と「桃の天然水」（日本たばこ産業）とともに大型ヒット商品として認知されていたが、「オー・プラス」が脱落し、「桃の天然水」もカビ問題で失速したとから、本製品が独走する形となった。C-NEWS編集部が2008年2月に15歳以上の人々を対象に行った果汁飲料に対するアンケートでは、本製品が認知率と飲用経験率が最も高く、Business Media 誠はこの時点で「若者向け」「すっきり」というイメージがもたれていたと分析している。
一方、2022年ごろの時点においては、本製品には家族や子ども向けというイメージが強く、それ以外の層を狙うときは「サントリー天然水 きりっと果実 オレンジ＆マンゴー」のように別ブランドから出す場合もあった。

## なっちゃんのフレーバー

### 現行商品
| 品名                             | 発売日         | 備考 |
| -------------------------------- | -------------- | --- |
| なっちゃん オレンジ              | 1998年3月17日  | |
| なっちゃん りんご                | 1999年 3月16日 | 発売時の名称は「なっちゃんアップル」であり、リニューアルを行うたびに名称が変わっていたが、2010年2月のリニューアル以降は「なっちゃん りんご」の名称で定着化されている。 |
| なっちゃん フルーツオレ          | 2022年2月1日   | |
| なっちゃんプレミアム100 オレンジ |                | ギフト専用品、（果汁100%濃縮還元） |
| なっちゃんプレミアム100 りんご   |                | ギフト専用品、（果汁100%濃縮還元） |
| なっちゃんプレミアム100 白ぶどう |                | ギフト専用品、（果汁100%濃縮還元） |

### 過去の商品
| 品名                                        | 販売時期                                      | 備考 |
| ------------------------------------------- | --------------------------------------------- | --- |
| なっちゃん グレープフルーツ                 | 2000年4月4日                                  | |
| なっちゃん はちみつレモン                   | 2000年8月29日～2003年                         | 1986年から発売していた｢はちみつレモン｣ を「なっちゃん」ブランド化、2011年から再び「はちみつレモン」として単独ブランドに戻されている）。 |
| なっちゃん はちみつレモン すっきりタイプ    | 2001年6月15日                                 | |
| なっちゃん グレープ                         | 2001年8月28日                                 | |
| なっちゃん ぶどう                           | 2002年8月27日                                 | 「なっちゃん グレープ」のリニューアル品。 2012年にリニューアルされた。                                                                  |
| なっちゃん ピーチネクター                   | 2002年2月5日                                  | 期間限定品 |
| アロハなっちゃん                            | 2002年6月25日                                 | |
| なっちゃん フルーツパーティ                 | 2002年11月19日                                | |
| なっちゃんのヒミツ                          | 2003年4月22日                                 | オレンジの果実繊維入り飲料 |
| なっちゃん レモンの初恋                     | 2003年6月10日                                 | |
| なっちゃん 秋果実                           | 2003年8月26日                                 | |
| なっちゃん グレープフルーツ&レモン          | 2004年2月24日                                 | |
| なっちゃん 真夏の果実                       | 2004年6月15日                                 | |
| なっちゃん くだもの狩り                     | 2004年8月24日                                 | |
| なっちゃん 赤ぶどう白ぶどう                 | 2004年8月24日                                 | 紙パックのみ |
| なっちゃん 冬のピーチ                       | 2004年 11月16日                               | 期間限定品。 |
| なっちゃん 夏便り                           | 2005年 6月7日                                 | |
| VIVA!なっちゃん アセロラ&オレンジ           | 2005年7月12日                                 | 夏季限定品 |
| なっちゃん 洋なしりんご                     | 2005年8月23日                                 | 秋季限定品 |
| なっちゃん ウインターベリー                 | 2005年12月                                    | 冬季限定品 |
| なっちゃん SWEET HONEY LEMON                | 2006年1月31日                                 | |
| なっちゃん トロピカルレインボー             | 2006年6月13日                                 | |
| なっちゃん 白いグレープ                     | 2006年8月29日                                 | |
| なっちゃん ゴールデンアップル               |                                               | |
| なっちゃん 温州みかん                       | 2007年3月13日                                 | |
| なっちゃん きりっと!グレープフルーツ&レモン | 2007年 4月17日                                | |
| 白いなっちゃん                              | 2008年1月29日                                 | 2009年2月24日のリニューアルに際し、「白いなっちゃんレモンキス」に改称。                                                                 |
| なっちゃん フルーティ・パラダイス           | 2008年6月3日                                  | |
| なっちゃん ピーチ・パーティー               | 2008年12月2日                                 | |
| なっちゃん 夏ソーダグレープフルーツ         | 2009年6月2日                                  | 炭酸飲料。 ブラウン搾汁法を採用。 |
| 涼やかなっちゃん 甘夏とレモン               | 2009年6月30日                                 | |
| 白い桃のなっちゃん                          | 2009年 8月25日                                | 白桃果汁入り乳性飲料で、期間限定品として発売された。                                                                                    |
| なっちゃん ゆずれもんソーダ                 | 2009年10月27日                                | 炭酸飲料 |
| なっちゃん パーティーピーチ&ストロベリー    | 2009年12月1日                                 | |
| なっちゃん 白ぶどう                         | 2000年5月（ギフト専用） 2002年 6月4日（市販） | 市販品は終売したのち2005年3月15日に春期限定品として復活。また、2010年3月30日にもリニューアルの上再発売された。                          |
| なっちゃん ジュワっとLEMON                  | 2010年6月1日                                  | ゼリー入り炭酸飲料 |
| なっちゃん ぷるるんゼリー                   | 2009年5月26日                                 | ゼリー飲料。自動販売機向け製品 2010年にリニューアルの上、再販された。                                                                   |
| なっちゃん洋なしコンポート                  | 2010年10月19日                                | |
| なっちゃん 赤ぶどう 甘熟仕立て              | 2010年9月14日                                 | |
| なっちゃん 3種のベリーのフロマージュ風味    | 2010年12月7日                                 | |
| なっちゃん 朝からバナナ                     | 2012年5月8日                                  | 「朝MIX」シリーズの後継品 |
| なっちゃん 朝からりんご                     | 2012年5月8日                                  | 「朝MIX」シリーズの後継品 |
| 純水ななっちゃん オレンジ                   | 2013年2月12日                                 | フレーバーウォーター。 |
| なっちゃん 桃                               | 2014年 2月18日                                | |
| なっちゃんベジ フルーツ&野菜                | 2015年 4月7日                                 | 小学館が発行する月刊少女漫画雑誌『ちゃお』で活躍するモデルと共同開発した野菜入り果汁飲料                                                |
| なっちゃん マスカット                       | 2014年 7月22日                                | |
| なっちゃん 白ぶどうスパークリング           | 2014年11月18日                                | |
| なっちゃん しゅわしゅわマスカット           | 2016年12月6日                                 | 微炭酸タイプの炭酸飲料 |
| なっちゃん しゅわしゅわ白桃                 | 2016年2月16日                                 | 微炭酸タイプの炭酸飲料 |
| なっちゃん ひんやりパイン                   | 2016年6月21日                                 | 冷凍兼用ボトル（キャップを上にして、立てた状態でそのまま冷凍することも可能なボトル）を採用している。                                    |
| なっちゃん ひんやり塩パイン                 | 2018年6月12日                                 | 熱中症対策飲料 |
| なっちゃん 赤ぶどう                         | 2001年5月                                     | ギフト専用 |
| なっちゃん ピーチ                           | 2002年 5月                                    | ギフト専用 |
| なっちゃん フルーツミックス                 | 2003年5月                                     | ギフト専用 |
| なっちゃん ホットレモネード                 | 2001年11月13日                                | ホット商品 |
| なっちゃん ほっとレモン                     | 2002年10月1日                                 | ホット商品 |

| 品名                                   | 販売時期      | 備考 |
| -------------------------------------- | ------------- | ---- |
| なっちゃんスムージー オレンジ&マンゴー | 2004年2月24日 |      |
| なっちゃんスムージー アップル&ピーチ   | 2004年2月24日 |      |
| なっちゃんスムージー パイン&バナナ     | 2004年6月8日  |      |

| 品名                              | 販売時期      | 備考                                      |
| --------------------------------- | ------------- | ----------------------------------------- |
| なっちゃんソーダ スッキリみかん   | 2006年8月29日 | のちに「なっちゃんソーダ オレンジ」へ改名 |
| なっちゃんソーダ フルーティぶどう | 2007年8月28日 | のちに「なっちゃんソーダ グレープ」へ改名 |

| 品名                                | 販売時期      | 備考 |
| ----------------------------------- | ------------- | ---- |
| なっちゃん朝MIX バナナ&マンゴー     | 2011年9月6日  |      |
| なっちゃん朝MIX ピーチ&ブルーベリー | 2011年9月6日  |      |
| なっちゃん朝MIX バナナ&ストロベリー | 2011年12月6日 |      |
| なっちゃん朝MIX オレンジ&マンゴー   | 2011年12月6日 |      |

| 品名                                                       | 販売時期       | 備考                                                 |
| ---------------------------------------------------------- | -------------- | ---------------------------------------------------- |
| なっちゃん ちゅるフル オレンジ&マンゴー                    | 2012年2月21日  |                                                      |
| なっちゃん ちゅるフル ピーチ&アップル                      | 2012年5月8日   |                                                      |
| なっちゃん 冷え冷えマスカット with レモン                  | 2012年7月10日  |                                                      |
| なっちゃん ちゅるフル 洋なし with バナナ                   | 2012年 9月11日 |                                                      |
| なっちゃん ちゅるフル オレンジ&バナナ                      | 2013年 2月5日  |                                                      |
| なっちゃん ちゅるフル アップル&チェリー                    | 2013年4月16日  |                                                      |
| なっちゃん ちゅるフル ピーチ&マンゴー                      | 2013年6月11日  |                                                      |
| なっちゃん 冷え冷えマスカット with グレープフルーツ        | 2013年8月20日  |                                                      |
| なっちゃん ちゅるフル 熟ぶどう                             | 2013年10月15日 |                                                      |
| なっちゃん りんごシャリシャリ with ピーチ                  | 2013年12月10日 | リンゴと桃の果汁にすりおろしリンゴを加えた製品。     |
| なっちゃん! フルコレ とろとろマンゴー                      | 2014年 4月22日 |                                                      |
| なっちゃん! フルコレ すっきり塩ライチ                      | 2014年 6月17日 |                                                      |
| なっちゃん! フルコレ さわやかキウイ                        | 2014年 2月18日 |                                                      |
| なっちゃん! フルコレ 冷え冷えすいか                        | 2014年 8月5日  |                                                      |
| なっちゃん! フルコレ シャリシャリ梨                        | 2014年 10月7日 |                                                      |
| なっちゃん! フルコレ 香りやさしい ゆずりんご               | 2014年12月9日  |                                                      |
| なっちゃん! Sweets Time ピーチジュレ                       | 2015年 2月3日  |                                                      |
| なっちゃん! Sweets Time マンゴープリンテイスト             | 2015年4月14日  |                                                      |
| なっちゃん! Sweets Time トロピカルミックス -Summer Season- | 2015年 6月16日 |                                                      |
| なっちゃん! Sweets Time 濃香メロン -Fruit Gift-            | 2015年8月4日   |                                                      |
| なっちゃん! 冷やしレモン                                   | 2016年6月14日  | 期間限定品で、レモン味のかき氷をモチーフとしている。 |
| なっちゃん! じゅわっもも                                   | 2016年8月16日  |                                                      |

### 菓子
- なっちゃんゼリーイングミ〈オレンジ〉（東日本限定）※
- なっちゃんプチのど飴※
- なっちゃんタブレット 小粒なビタミンC

※サントリーとの提携に基づきロッテが製造・販売。

## 広報
CMのイメージキャラクターとしてタレントが起用されてきた。
また、2008年にはミッフィーを採用した懸賞が展開された。

### メインキャラクター
- 田中麗奈（初代なっちゃん 1998年3月 - 2001年12月、及び 2005年、2019年）
- 三浦透子（2代目なっちゃん 2002年）
- 星井七瀬（3代目なっちゃん 2003年 - 2004年）
- 堀北真希（4代目なっちゃん 2006年-2008年）
- 深田恭子（なっちゃんスムージーのCMに出演。「なっちゃん」の役名は与えられていない）
- 星羅（5代目なっちゃん 2009年）
- 桜庭ななみ（6代目なっちゃん 2010年）
- 三吉彩花（7代目なっちゃん 2011年2月 -）
- 松田翔太（2012年2月 -、メインキャラクターでは初の男性[49]）

初代なっちゃんを演じた田中麗奈は当時、映画界などからは評価を受けていたものの一般にはあまり知られておらず「田中麗奈」としてよりも「なっちゃん」として知名度を上げた。また、3代目なっちゃんを演じた星井七瀬はニックネームをなっちゃんとするためにわざわざ芸名を「七瀬」にしたという逸話もある。
また、2012年に放送されたTVCM「列車」編で「2年前からおいしくなっていた」と松田が言及するのは、この年の「なっちゃんオレンジ」でパッケージデザインのみが変更されていたこと関連している。

### 共演者
- 加賀まりこ（初代なっちゃんの先輩役）
- 吉村由美（2代目なっちゃんの母親役）
- 八嶋智人（2代目なっちゃんの父親役）
- 松下由樹（3代目なっちゃんの先生役）
- 勝地涼（3代目なっちゃんの先輩役）
- 加瀬亮（「帰る篇・働く篇」の相手役）
- 堀ちえみ（4代目なっちゃんの先輩役）
- 沢村一樹（4代目なっちゃんの上司役）
- 千葉真一（なっちゃんスムージーのノド仏役）
- アントン・ウィッキー（6代目なっちゃんのバス運転手役）

## 関連商品

### CD
- ガラスのクツ～なっちゃん/なっちゃん（星井七瀬） - 3代目なっちゃんのCMソング。DVDとの2枚組もあり、DVDにはCMのメイキングや振り付けの練習用VTRが収録されていた。なっちゃん名義。

### 他業種とのコラボレーション
- 噛むブレスケア なっちゃん - 2020年（令和2年）11月18日にサントリー食品インターナショナルと小林製薬の異業種コラボレーションが実現し、小林製薬の口中清涼食品「噛むブレスケア」の数量限定フレーバーとして発売。主力品の「なっちゃん オレンジ」を再現し、清涼成分のメントールやパセリオイルを配合。容器のラベルシールは5種類ある[50]。